# Gilbert Sinoué
Gilbert Sinoué es un guitarrista de formación clásica y escritor franco-árabe nacido en El Cairo el 18 de febrero de 1947, que vive en Francia desde los 19 años. Ha ganado importantes premios literarios franceses por sus libros, escritos en francés. Muchas de sus novelas históricas se han convertido en superventas. Igualmente ha escrito algunas biografías y ha fungido como guionista.

## Primeros años
A los 19 años, después de estudiar en un colegio católico jesuita en El Cairo, Gilbert Sinoué se fue a Francia para estudiar en el Conservatorio Nacional de Música de París. Se volvió experto en guitarra clásica. Más tarde, enseñó guitarra clásica y comenzó a escribir.[cita requerida]

## Carrera
En 1987, alrededor de los 40 años, publicó su primera novela, La Pourpre et l’olivier, ou Calixte 1er le pape oublié (El carmesí y el olivo, o Calixto I el Papa olvidado). Obtuvo el premio Jean d'Heurs a la mejor novela histórica. En 1989, publicó Avicenne ou La route d'Ispahan (Avicena o la ruta a Isfahán), relatando la vida de Avicena, el médico, filósofo y científico persa.[cita requerida]
Sus novelas y otros libros abarcan una variedad de géneros. La tercera novela de Sinoué, L’Égyptienne (La egipcia), es la primera de una saga ambientada en el Egipto de los siglos XVIII y XIX. Publicada en 1991, esta novela ganó el premio literario Quartier latin. En la biografía L'ambassadrice (La embajadora, 2002), Sinoué relata la vida de Emma, Lady Hamilton.[cita requerida]
En el 2004, su thriller Les silences de Dieu (Los silencios de Dios) ganó el Grand prix de littérature policière (Gran Premio de Misterio / Literatura de detectives).[cita requerida]
Gilbert Sinoué se estableció rápidamente como un narrador atractivo y maestro de una variedad de géneros. Su biografía Le dernier pharaon (El último faraón, 1997) describe la batalla de Mehmet Alí, el pachá, contra el imperio otomano. En el thriller Le livre de saphir (El libro de zafiro, 1996), relata la búsqueda de un manuscrito sagrado por un trío de estudiosos esotéricos de los tres monoteísmos en 1492 en la España de la Inquisición y en vísperas de la caída de Granada. El libro fue galardonado con el Prix des libraires en 1996. El libro de zafiro es un éxito mundial, ha vendido cientos de miles de copias y se ha traducido a más de cincuenta idiomas en todo el mundo, desde el japonés hasta el italiano.[cita requerida]
Con Le colonel et l'enfant-roi (El coronel y el niño rey, 2006), Sinoué recrea admirablemente el gran fresco del Egipto moderno. Más allá de los destinos cruzados del general Nasser, príncipe del pueblo, y el rey Faruq, el eterno niño-rey, está toda la génesis de Egipto, desde el incendio de El Cairo hasta la nacionalización del Canal de Suez y la guerra de los Seis Días. El propio Gilbert, un niño de El Cairo, entrega aquí una de sus historias más personales en la que la investigación histórica lo disputa con la emoción de la experiencia vivida.[cita requerida]
En el 2018, publicó Le Royaume des Deux-Mers (El reino de los dos mares), un fabuloso viaje iniciático que lleva a los confines de una de las civilizaciones más antiguas del mundo: Dilmún, la "tierra donde sale el sol", donde, según la tradición sumeria, residía el único superviviente del Diluvio. Dilmún, el jardín del Edén.[cita requerida]

## Obra
Es sobre todo autor de novelas históricas así como biografías, entre las que destacan:
- El carmesí y el olivo o Calixto I el Papa olvidado (La Pourpre et l'Olivier, ou Calixte 1er le pape oublié, novela sobre el papa Calixto I, 1987).
- Avicena o la ruta de Isfahán (Avicenne ou la route d'Ispahan, novela sobre el médico, filósofo y científico persa Avicena, 1989).
- La egipcia (L'Égyptienne, novela, 1991)
- La hija del Nilo (La Fille du Nil, novela, 1993)
- El libro de zafiro (Le livre de saphir, 1996).
- El último faraón (Le dernier pharaon, biografía sobre Mehmet Alí, 1997)
- El fugitivo de Brujas o el enigma de Flandes (L'enfant de Bruges, novela, 1999)
- La embajadora (L'ambassadrice, biografía sobre Emma Hamilton, 2002)
- Akenatón, el dios maldito (Akhenaton, le dieu maudit, novela sobre Akenatón, 2003)
- Los silencios de Dios (Les silences de Dieu, novela, 2004)
- La reina crucificada (La reine crucifiée, biografía sobre Inés de Castro, 2005)
- El coronel y el niño rey: recuerdos de Egipto (Le Colonel et l'enfant-roi : mémoires d'Egypte, historia, 2006)
- 12 mujeres de Oriente que cambiaron la historia (12 femmes d'Orient qui ont changé l'histoire, biografías de: Umm Kulthum bint Uqba, Kahina, Hoda Shaarawi, Hatshepsut, Zenobia y Aisha bint Abi Bakr, entre otras, 2011)
- Las noches de El Cairo (Les nuits du Caire, novela ambientada durante la caída del régimen de Hosni Mubarak, 2013)
- La noche de Maritzburg (La nuit de Maritzburg, novela sobre Mahatma Gandhi durante su estancia en Sudáfrica, 2014)
- 12 pasiones amorosas que cambiaron la historia (12 passions amoureuses qui ont changé l’Histoire, historia, 2015)
- El águila egipcia (L'Aigle égyptien, biografía sobre Gamal Abdel Nasser, 2015)
- El niño de Troya (L'Enfant de Troie, libro para niños sobre la guerra de Troya, 2017)
- Averroes o el secretario del diablo (Averroès ou le Secrétaire du diable, novela sobre el filósofo y médico andalusí Averroes, 2017)
- El reino de los dos mares (Le Royaume des Deux-Mers, novela sobre Dilmún la "tierra donde sale el sol", 2018)